# Jezebel (Lied)
Jezebel ist ein englischsprachiger Rocksong, der von Lauri Ylönen und Desmond Child geschrieben wurde. Mit dem Titel vertrat die finnische Band The Rasmus Finnland beim Eurovision Song Contest 2022 in Turin.

## Hintergrund
Die Entstehung des Liedes begann mit einer Anfrage von Lauri Ylönen an Desmond Child, in der er ihn fragte, einen Titel für den Eurovision Song Contest zu schreiben. Child war bereits für die Produktion des Albums Black Roses zuständig. Beide schrieben in Griechenland basierend auf einem Entwurf Ylönens den Titel Jezebel, der laut Angaben des Sängers innerhalb weniger Stunden entstanden sei.
Nachdem bekanntgegeben wurde, dass die Gruppe beim Uuden Musiikin Kilpailu 2022 teilnehmen werde, wurde der Titel am 16. Januar 2022 erstmals der Öffentlichkeit präsentiert. Am 26. Februar gewann die Gruppe mit einem deutlichen Vorsprung die Vorentscheidung und erhielt somit das Recht, Finnland beim kommenden Eurovision Song Contest zu vertreten.
Die Abmischung erfolgte durch Claudius Mittendorfer, das Mastering durch Phil Nicolo.

## Inhaltliches
Laut der Band handele Jezebel von starken und unabhängigen Frauen. Als Vorbild dient die biblische Figur Isebel, die in den Schriften als stur und böswillig dargestellt werde. The Rasmus erklärten, dass Isebel Dinge auf ihre eigene Art und Weise tat und dadurch Chaos verursachte. Ziel sei es gewesen, die biblische Erzählung in die heutige Welt zu übertragen. Weiterhin sei der Titel humorvoll, was aus Sicht der Band ungewöhnlich sei.
Eine Besonderheit ist die mehrfache tonale Verschiebung während der Strophen. So beginnt die erste Strophe in G-Moll und wechselt im zweiten Teil zu Gis-Moll und in der letzten Zeile zu H-Moll. Die zweite, deutlich kürzere Strophe folgt dem Schema des zweiten Teils der ersten Strophe. Die dritte Strophe beginnt dagegen in Cis-Moll und steigt im Gegensatz zu den vorherigen Wechseln über mehrere Halbtöne hinweg auf Gis-Moll auf. Allen Strophen folgt ein Refrain und am Schluss ein kurzes Outro. Der Titel wird von E-Gitarre und Schlagwerk eingeleitet. Ab der zweiten Strophe setzen vereinzelt glissando gespielte Streicher ein. Ein Gitarrensolo folgt nach der zweiten Strophe des Refrains, woraufhin die Streicher in der letzten Strophe stärker in den Vordergrund treten. Der letzte Teil des Songs ist wieder durch den Rocksound der Band mit E-Gitarren und Schlagzeug geprägt.

## Musikvideo
Das Musikvideo wurde unter der Leitung von Jesse Haja gedreht und war seine letzte Regiearbeit. Es wurde an insgesamt vier Tagen gefilmt, zusätzlich kamen mehrere Wochen Vor- und Nachproduktion hinzu. Die Idee zum Video, in dem Ylönen an ein Bett gefesselt ist, stamme vom Sänger selbst. Laut Haja sei das Video eine Mischung aus Eyes Wide Shut und den Musikvideos von The Prodigy.

## Rezeption
Juuso Määttänen des Helsingin Sanomat schrieb, der Sieg von The Rasmus mit Jezebel bei der Vorentscheidung von vornherein klar gewesen sei. Die Finnen hätten sich für den sichersten und gleichzeitig auch langweiligsten Titel des Abends entschieden. Das Riff sei eingängig und der Refrain bleibe im Kopf. Er hoffe, dass der Titel nicht aufgrund der Bekanntheit der Band gewählt wurde und erinnerte an das Scheitern von Darude und Sebastian Rejman im Jahre 2019 mit dem Titel Look Away.

## Beim Eurovision Song Contest
Finnland wurde ein Platz in der ersten Hälfte des zweiten Halbfinales des Eurovision Song Contests 2022 zugelost, das am 12. Mai 2022 stattfand. Am 29. März wurde bekanntgegeben, dass das Land mit Startnummer 1 die Show eröffnen wird. Das Land konnte sich erfolgreich für das Finale qualifizieren und erhielt die Startnummer 4. Im Finale wurde nur Platz 21 erreicht, das Publikum stimmte hierbei deutlich stärker für The Rasmus als die Jury.

## Chartplatzierungen
| ChartsChartplatzierungen | Höchstplatzierung | Wochen |
| ------------------------ | ----------------- | ------ |
| Finnland (IFPI)          | 4 (5 Wo.)         | 5      |